# 安许茨

公司标志

J. G.安许茨（J. G. Anschütz）或者译为安舒兹，是德国的一家枪械制造公司，生产多型号小口径步枪，气步枪和气手枪)除此之外也生产小口径猎枪用于射击运动和狩猎。安许茨的步枪被广泛使用了夏季奥运会50米步枪射击项目以及冬季奥运会滑雪射击项目中。
ahg-安许茨公司（J. G.安许茨的姊妹公司）主要从事射击配件，列如射击服，射击鞋，射击手套，射击皮带的国际贸易。
安许茨总部设于德国烏爾姆。
J. G.安许茨公司是奥地利枪械制造商施泰尔运动枪有限公司（Steyr Sportwaffen GmbH）的最大股东。

## 代表枪支型号

### 运动气步枪
- 安许茨2001　※拉杆式（铡刀式）
- 安许茨2002　※空气枪（空气压缩式）和拉杆式气枪
- 安许茨8002　※空气枪
- 安许茨9003　※空气枪

### 22口径运动步枪
- 安许茨1416
- 安许茨1417
- 安许茨1710
- 安许茨1712
- 安许茨1903
- 安许茨1907
- 安许茨1912
- 安许茨1913
- 安许茨2012
- 安许茨2013
- 安许茨1827 Fortner　※冬季两项专用枪（5连发）

### 运动手枪
- 安许茨M10
- 安许茨LP-@　※空气枪